# EADS CASA C-295

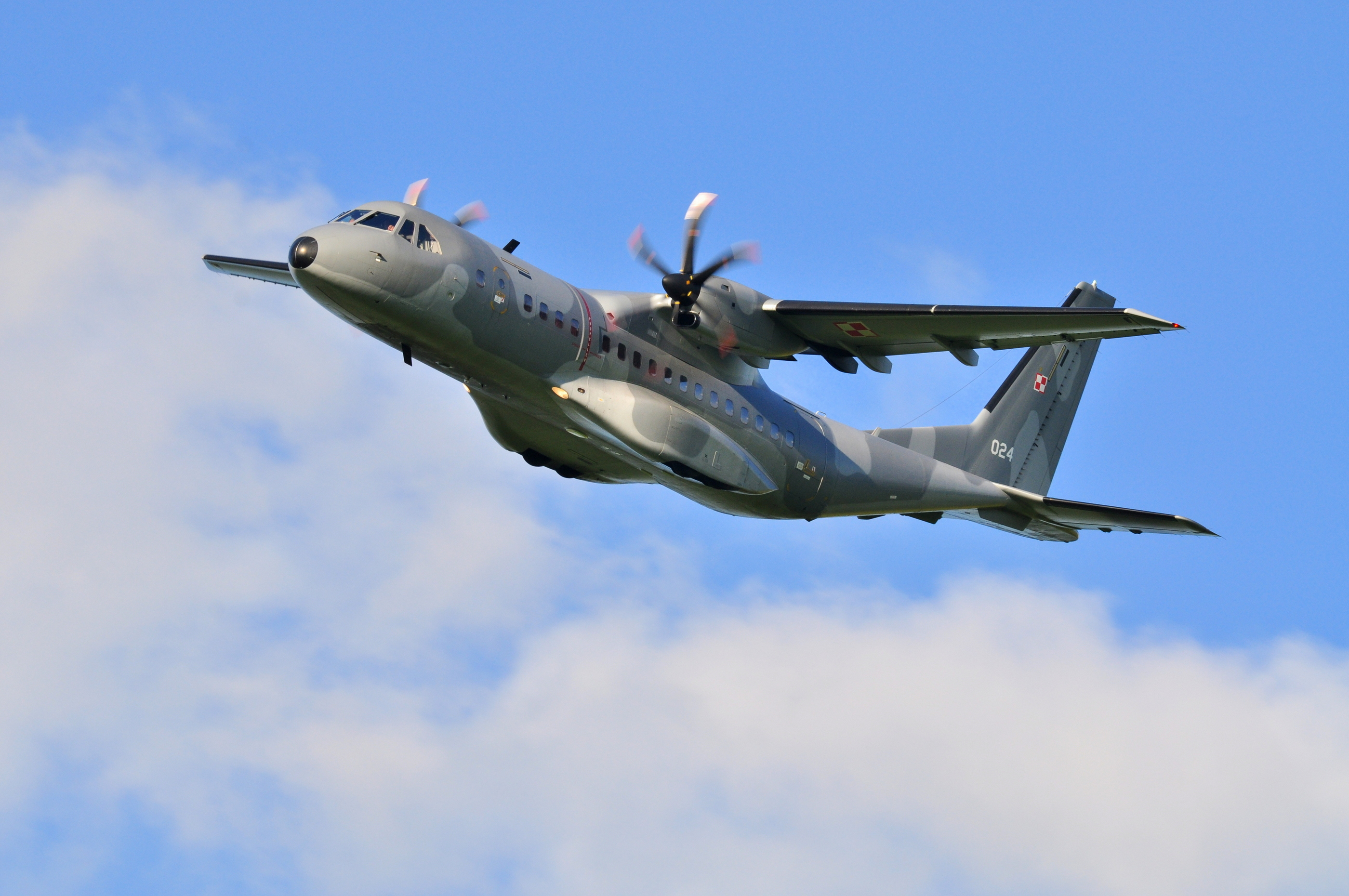
Força Aérea da Polónia

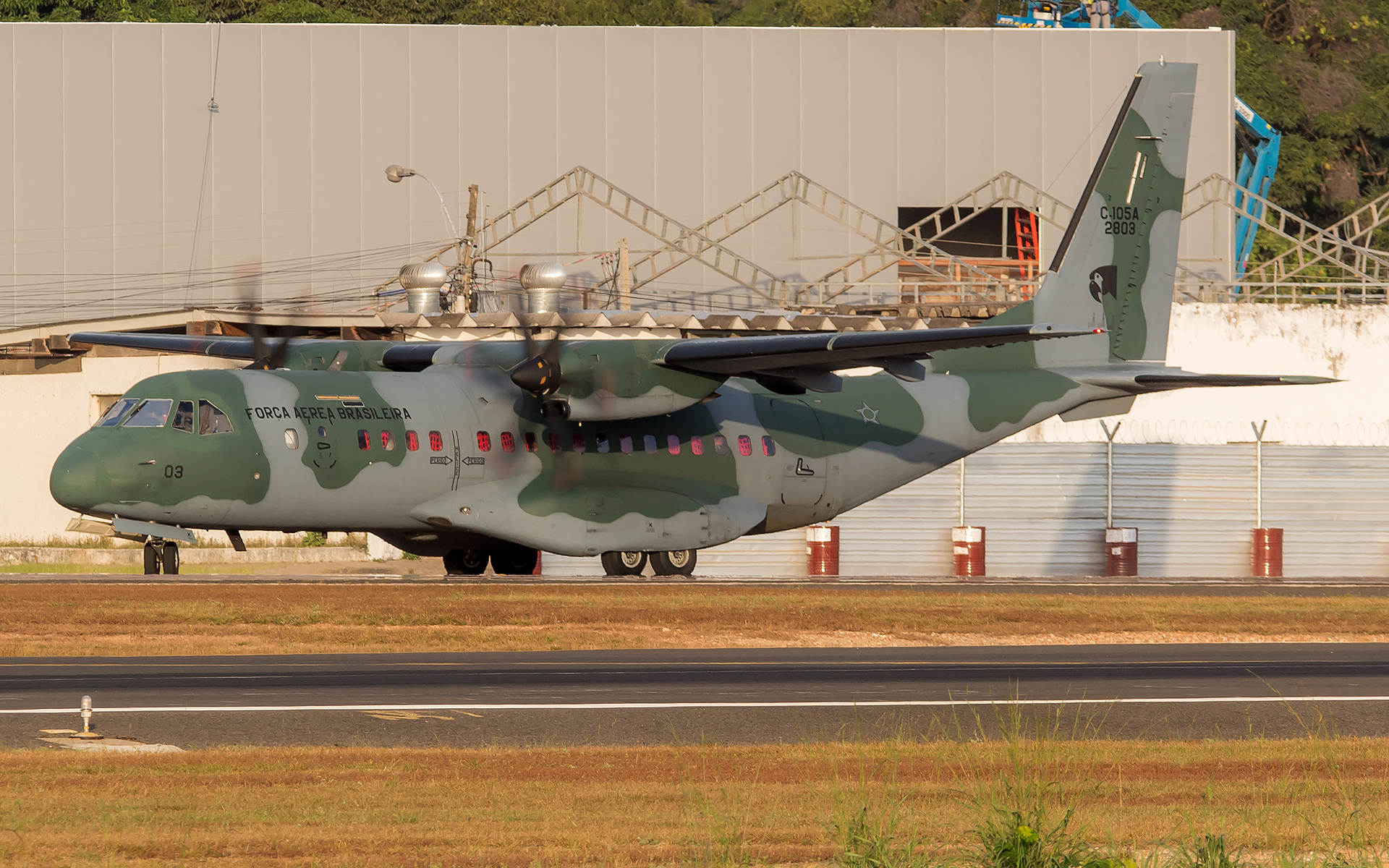
CASA C-105A Amazonas (C-295M) FAB2803 Força Aérea Brasileira 2°/10°GAv Esquadrão Pelicano Teresina Senador Petrônio Portella (THE / SBTE)

O Airbus Casa C-295 é um bimotor turbohélice desenvolvido para o transporte tático militar pela Construcciones Aeronáuticas S.A. – Casa, parte da antiga EADS, agora também Airbus.
Desenvolvido a partir da aeronave de transporte civil CASA CN-235 com fuselagem alongada, carga útil 50% maior e novos propulsores PW127G. O primeiro pedido foi da Força Aérea da Espanha.
A aeronave é usada por diversas forças aéreas ao redor do mundo.  Compete em diversas concorrências, normalmente com o Alenia C-27J Spartan. Tem sido proposto como aeronave de patrulha marítima, conhecido por Persuader, com o sistema de missão Casa Fits (Fully Integrated Tactical System).

## No Brasil
Selecionada na concorrência do programa CL-X, visa dotar a Força Aérea Brasileira de um transporte médio que substituísse os De Havilland Canada DHC-5 Buffalo (C-115) no apoio ao Sistema de Proteção da Amazônia (Sipam) e ao Projeto Calha Norte, que auxilia populações em zonas remotas da Amazônia.
A opção pautou-se pelo custo unitário e operacional mais baixo em relação a outras aeronaves de sua categoria, como o C-27. Baseado numa aeronave civil, é uma aeronave de transporte logístico mais eficiente, mas não possui as mesmas capacidades do C-27, projetado desde o início como transporte militar, para atuar próximo à linha de frente.
O C-295 seria utilizado para diversas funções: transporte tático e logístico, lançamento de pára-quedistas, cargas ou evacuação médica.
Foi designado pela FAB ‘C-105 Amazonas’.

## Simulador no Brasil
O C-295 utilizado no Brasil conta com um Full Flight Simulator (FMS) instalado na Base Aérea de Manaus, AM.  A empresa canadense CAE projetou e construiu o equipamento, permitindo o treinamento completo de todos os pilotos da FAB que operem a aeronave. O simulador recria todas as reais características de voo como sons, movimentos, equipamentos de auto-defesa e demais dispositivos. É possível o treinamento desde o pouso e a decolagem, até missões com dispositivos de voo noturno (NVG), lançamento de carga, entre outros tipos de missões de transporte militar.
Com a utilização do FMS o treinamento das tripulações tem o seu custo bastante reduzido, uma vez que não há gastos de combustível e outros insumos necessários nas operações aéreas. Durante os treinamentos no FMS os pilotos podem experimentar até as sensações físicas de um voo real.

## Capacidade Operacional
- Transporte de tropa - 70 assentos
- Transporte de Pallet - cinco 108" x 88" (um na rampa), dez 88" x 54"
- Evacuação médica - 24 macas
- Transporte de veículos - Três veículos leves do tipo Land Rover

## Operadores[2]

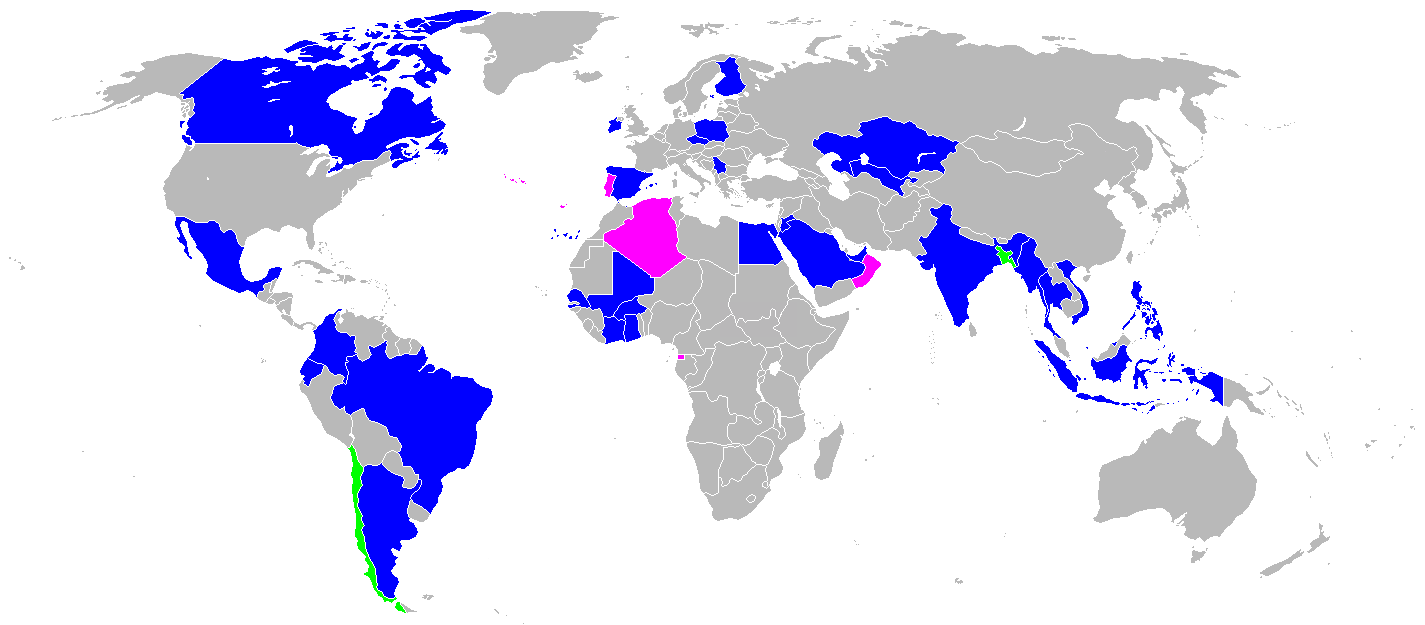
Futuros operados do C-295
Países operadores do C-295.

- Força Aérea da Espanha - 13  C-295.
- Força Aérea da Polónia  - 16 C-295M.
- Marinha dos Emirados Árabes - 4 aeronaves para patrulha marítima.
- Força Aérea Brasileira - 12 aeronaves para substituir o De Havilland DHC-5 Buffalo.
- Força Aérea da Suíça - 2 aeronaves.
- Força Aérea do Chile - 8 C-295.
- Força Aérea da Tailândia - 6 C-295.
- Força Aérea de Taiwan - 19 C-295.
- Força Aérea da Jordânia - 2 aeronaves.
- Força Aérea da Finlândia - 2 C-295 com 5 opções.
- Força Aérea Portuguesa - 12 C-295 para substituir os CASA C-212 Aviocar.
- Força Aérea da Argélia - 10 C-295 para transporte e patrulha marítima.
- Força Aérea Indiana - 56 C-295 encomendados para substituir o Avro 748[3]
- Força Aérea de Sérvia - 2 C-295 para transporte encomendados.[4]

- Força Aérea de Angola - 1 C-295 para transporte e 2 para patrulha marítima encomendados.[5]

## Especificações (C-295M)
Dados de: Airbus Military, Especificações C-295
Descrições gerais
- Tripulação: 2
- Capacidade: 70 soldados, 44 paraquedistas, 24 macas, 5x paletes de 2,24 m x 2,74 m ou 3x veículos leves
Carga total 9 250 kg (20 400 lb)
- Comprimento: 24,50 m (80 ft)
- Envergadura: 25,81 m (85 ft)
- Altura: 8,60 m (28 ft)
- Área alar: 59 m² (635 ft²)
- Peso de decolagem: 23 200 kg (51 100 lb)

Motorização
- Número de motores: 2x
- Tipo do motor: Turboélice
- Fabricante/modelo: Pratt & Whitney Canada PW127G
- Potência por motor: 1 972 hp (1 470 kW)
- Descrição do propulsor/hélice: Hélices de seis pás modelo Hamilton Standard 586-F

Performance
- Velocidade máxima: 576 km/h (358 mph)
- Velocidade de cruzeiro (km/h): 480 km/h (298 mph)
- Velocidade total em Nó: 311 kn (576 km/h)
- Alcance: 5 400 km (3 360 mi)
- Alcance bélico: 4 600 km (2 860 mi)
- Tecto de serviço: 9 100 m (29 900 ft)
- Pista máx. decolagem (MTOW): 670 m (2 200 ft)
- Distância para aterrissagem: 320 m (1 050 ft)